# Bulbophyllum praetervisum
Bulbophyllum praetervisum là một loài phong lan thuộc chi Bulbophyllum.